# Бедзик, Дмитрий Иванович

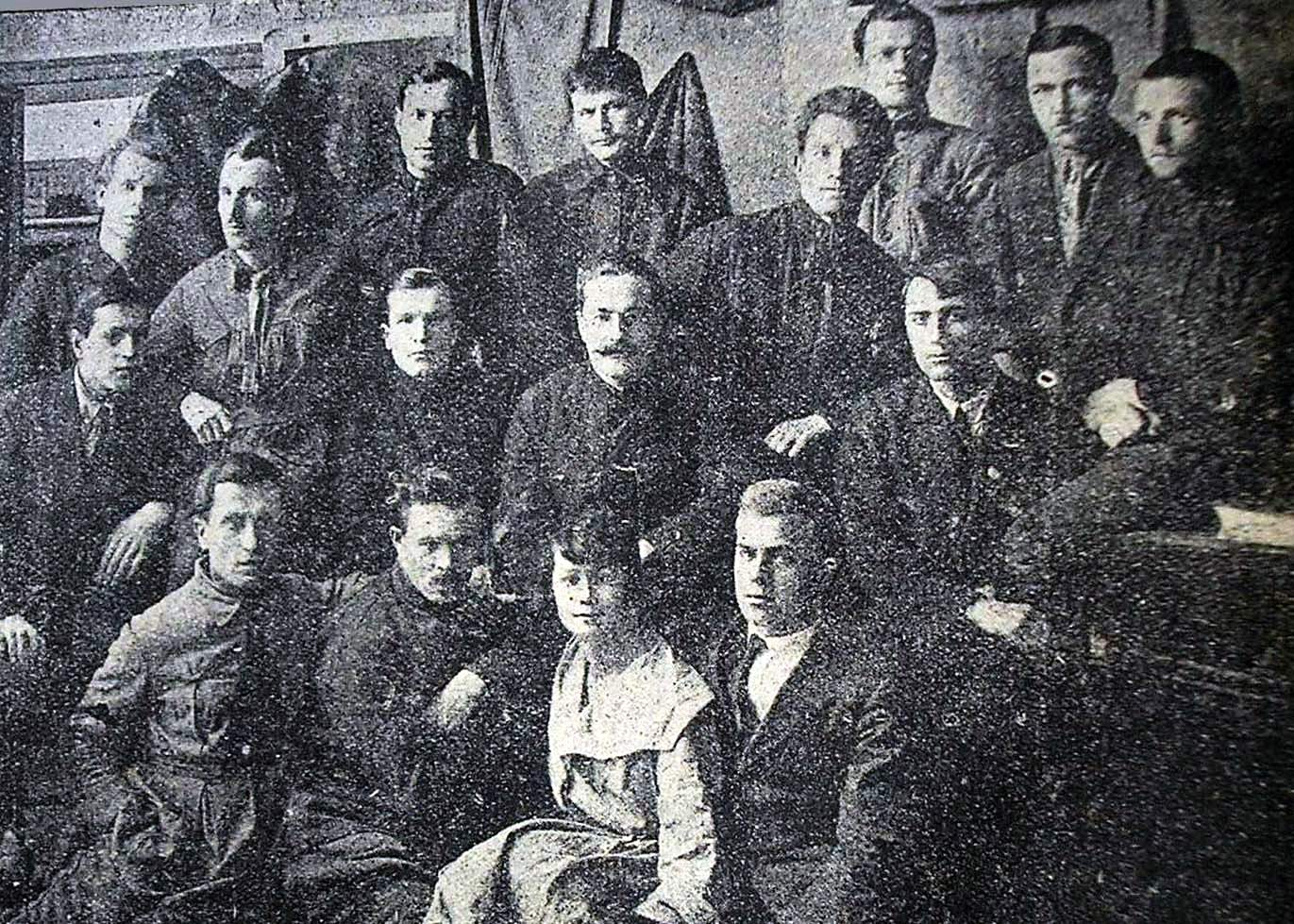
Союз крестьянских писателей «Плуг». Харьков, 1924. Стоят (слева направо): Копыленко, П. Панч, Кожицкий, Степовый, Грудина, Никифорчук, И. Шевченко. Сидят: Вражливый, С. Божко, Пилипенко, В. Сосюра. Сидят внизу: Капустянский, Шостак, Романовская, Д. Бедзик

Дмитрий Иванович Бедзик (укр. Дмитро́ Іва́нович Бе́дзик; 1 ноября 1898, с. Ольховцы, Галиция, Австро-Венгрия — 27 ноября 1982, Киев) — украинский советский писатель, драматург, журналист.

## Биография
Родился в бедной крестьянской семье. Во время Первой мировой войны в 1915 году при отступлении русских войск из Галиции вместе с эшелоном беженцев попал в Россию.
В 1919 году — окончил сельскохозяйственное училище, в 1926 — филологический факультет Харьковского института народного образования. Работал агрономом, учителем, журналистом.
В годы Великой Отечественной войны — спецкор газеты «Радянська Україна» («Советская Украина»), с 1944 — директор Корсунь-Шевченковского музея воинской славы.
Сын — Юрий Бедзик, писатель.

## Творчество
Входил в литературную организацию крестьянских писателей Украины «Плуг», c 1925 в украинскую литорганизацию «Западная Украина» .
Еще будучи студентом Харьковского университета, издал свои первые пьесы «Люди! Слышите?» и «Шахтёры» (1924).
Тема произведений: борьба рабочих и крестьян, классовые столкновения на селе, борьба за коллективизацию. В 1920—1930-е гг. пьесы Д. Бедзика составляли основной репертуар рабоче-крестьянских и самодеятельных театров.
В 1957 на республиканском конкурсе пьеса Б. «Последний вальс» была отмечена премией.

## Избранные произведения
Пьесы
- «Люди! Чуєте?» (1924),
- «Шахтарі» (1924),
- «Чорнозем ожив» (1925),
- «За кулісами церкви» (1925),
- «Перша купіль» (1926),
- «Хто кого?» (1927),
- «Цвіркуни» (1929),
- «Культурна сила» (1929),
- «Ружа» (1938),
- «Чарівна сопілка» (1941),
- «Вибрані п'єси» (1957),
- «Останній вальс» (1959),
- «Дружба» (1961) и др.

Сборники рассказов и очерков
- «До сонця» (1926),
- «Уланський горець» (1932),
- «Кров за кров» (1941),
- «Корсунь-Шевченківське побоїще» (1944),
- «Плем’я нескоримих» (1949),
- «Оповідання про Олега Кошового» (1950),

Повести и романы
- «Студені води» (1930, 1968),
- «У творчі будні» (1931),
- «Дніпро горить» (1948),
- «Серце мого друга» (1964),
- трилогия «Украдені гори» (ч. 1 — «Украдені гори» (1969), ч. 2 — «Підземні громи», ч. 3 — «За хмарами зорі» (1973),
- «Сполох» (1983)